# Honda Clarity
Honda Clarity (укр. Хонда Клеріті) — сімейство екологічних автомобілів середнього класу, що виготовляється японською компанією Honda з 2015 року. У сімейство входить водневий автомобіль на паливних елементах, гібрид і електромобіль.
У 2020 році Honda вирішила зупинити випуск електричної версії седана Clarity, а у 2021 році стало відомо про зняття з виробництва водневого електромобіля.

## Перше покоління (Honda FCX Clarity)
Представлено 25 вересня 2006 року.

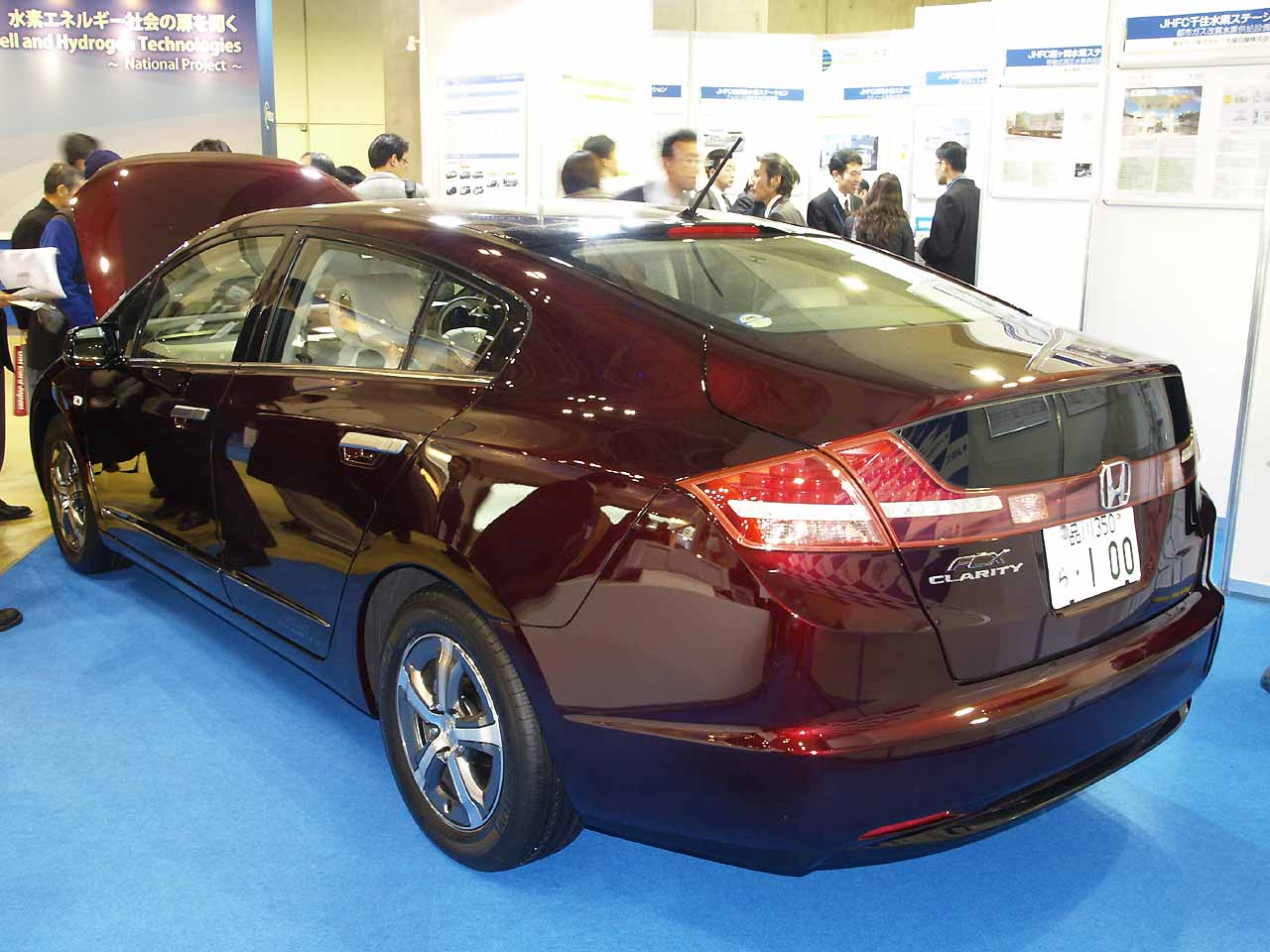
Honda FCX Clarity

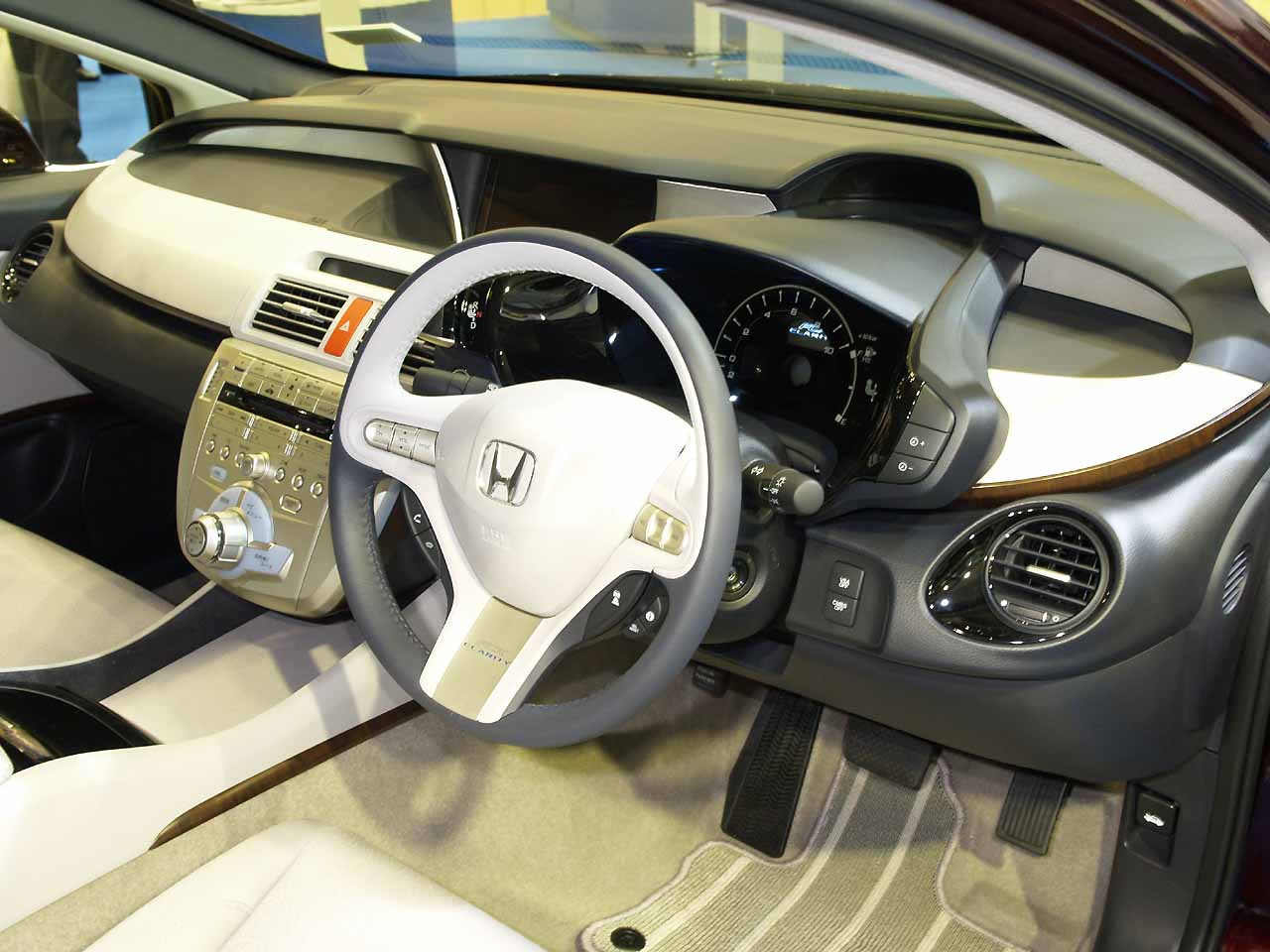
Хонда FCX

Випуск нового автомобіля Honda Civic FCX, оснащеного водневим двигуном, компанією Honda заплановано на 2008 рік.
Водневі двигуни являють собою різновид електродвигунів. Електрика генерується в паливних елементах, де змішують чистий водень і кисень, у результаті чого виробляється необхідна енергія, а як вихлоп виходить звичайна вода.
Автовиробники зазначають, що водень для більшості двигунів можна буде одержувати з різних природних газів. І таким чином, подібні двигуни вирішують відразу дві найважливіші задачі: по-перше, вони роблять автомобілі та їхні вихлопи нешкідливими для навколишнього середовища; по-друге, вони знижують залежність транспортної системи, ключовою для сучасного світу, від нафти та її похідних.
Однак, як зазначають експерти, перехід на водневі автомобілі в найближчі 5—6 років у світовому масштабі здійснити не вдасться, тому що досі не всі виробники анонсували свої майбутні водневі лінійки автомобілів. А також, на сьогодні у світі водневих автозаправок нараховується не більше сотні, причому близько 90 відсотків з них знаходяться в Японії і США.
У Honda поки не оголосили, скільки водневих автомобілів планується випустити у 2008 році, однак сказали, що ці автомобілі точно так само надійдуть до фірмових салонів, як і традиційні.
Що стосується технічних характеристик, то новинка на 100 км шляху по шосе буде споживати близько 8—10 літрів нового палива, яке у 2008 році в США буде коштувати трохи менше 1 долара за літр. Максимальна швидкість водневого авто складе порядку 160—170 км/г.
Водневий паливний елемент встановлено вертикально в центральному тунелі в підлозі авто. Водень і кисень стікають вертикально до низу всередині паливного елементу.
Потужність паливного елементу зросла до 100 кВт. Паливні елементи здатні запускатися при температурі мінус 30 °C. Паливні елементи стали на 20 % меншими, та на 30 % легшими попередньої версії.
На FCX 2007 року встановлено три електродвигуни: один на передніх колесах (80 кВт) і по одному двигуну (по 25 кВт) на кожне заднє колесо.
У баках для зберігання водню застосовано нові абсорбційні матеріали. Місткість баку подвоїлась (у порівнянні з першою версією 1999 року). Нові баки зберігають 5 кг. (171 літр) водню при тиску 350 атмосфер. Цього достатньо для пробігу 570 км.
Максимальна швидкість авто становить 160—170 км/г.

### Паливні елементи
У FCX Concept використовується платформа паливних елементів V Flow. На відміну від попередніх версій, де водень і вода, отримувана в результаті вироблення електричної енергії, переміщалася в горизонтальній площині, у новому авто використовується конструкція з вертикальним переміщенням. При цьому сила тяжіння полегшує злив утворюваної води, що стало ключовим фактором, який дозволив досягнути високопродуктивної роботи батареї паливних елементів при одночасному збільшенні її потужності та зменшенні розмірів. Застосування платформи V Flow, окрім того, дозволило конструкторам створити елегантний та комфортний седан із низьким рівнем підлоги, що було б важко досягнути на традиційному авто на паливних елементах.
У результаті вдалось досягнути покращення ефективності використання енергії та ходових якостей автомобіля, та, крім того, одночасно збільшити об'єм салону. У нового авто також значно полегшено запуск двигуна при низьких температурах зовнішнього середовища: максимально низька температура, при котрій забезпечується запуск, дорівнює −30 °C
Для збільшення живлення при пікових навантаженнях використовується компактна та високопродуктивна іоно-літієва батарея, що сприяє збільшенню загальної вихідної потужності та компактності основного силового агрегату.

## Друге покоління (з 2016)
В сімейство Clarity другого покоління входить водневий автомобіль на паливних елементах, гібрид і електромобіль.

### Honda Clarity Fuel Cell
Водневий автомобіль Honda Clarity Fuel Cell (FCV) був представлений вперше на автосалоні в Токіо в 2014 році. Це вдосконалена модель наступник FCX і FCX Clarity. У березні 2016 року автомобіль почали продавати на японському ринку як конкурента Toyota Mirai.
Потужність тягового електромотора Clarity FCV — 130 кВт (177 к. с.). Для порівняння: у Mirai — 113 кВт (154 к.с.). Потужність паливних елементів Хонди — понад 100 кВт, у Mirai — 114 кВт. У новому блоці водневих електрохімічних осередків Honda досягла питомої потужності 3,1 кВт на літр об'єму — рівно стільки ж у Тойоти.
Седан від 0 до 100 км/год розганяється за 9,0 секунд, максимальна швидкість складає 165 км/год.
Clarity Fuel Cell, що працює на водні, має запас ходу в 590 кілометрів. Агентством з охорони навколишнього середовища США цей показник визнаний кращим серед усіх інших автомобілів, які не використовують двигун внутрішнього згоряння, в тому числі електричних автомобілів. На новій моделі умовна витрата палива, еквівалентна роботі двигуну внутрішнього згорання, становить 0,9 літра на 100 кілометрів.
Незважаючи на свої плюси з точки зору охорони навколишнього середовища, Honda Clarity Fuel Cell буде продаватися лише там, де для заправки автомобіля є необхідна інфраструктура.

### Honda Clarity Plug-In Hybrid

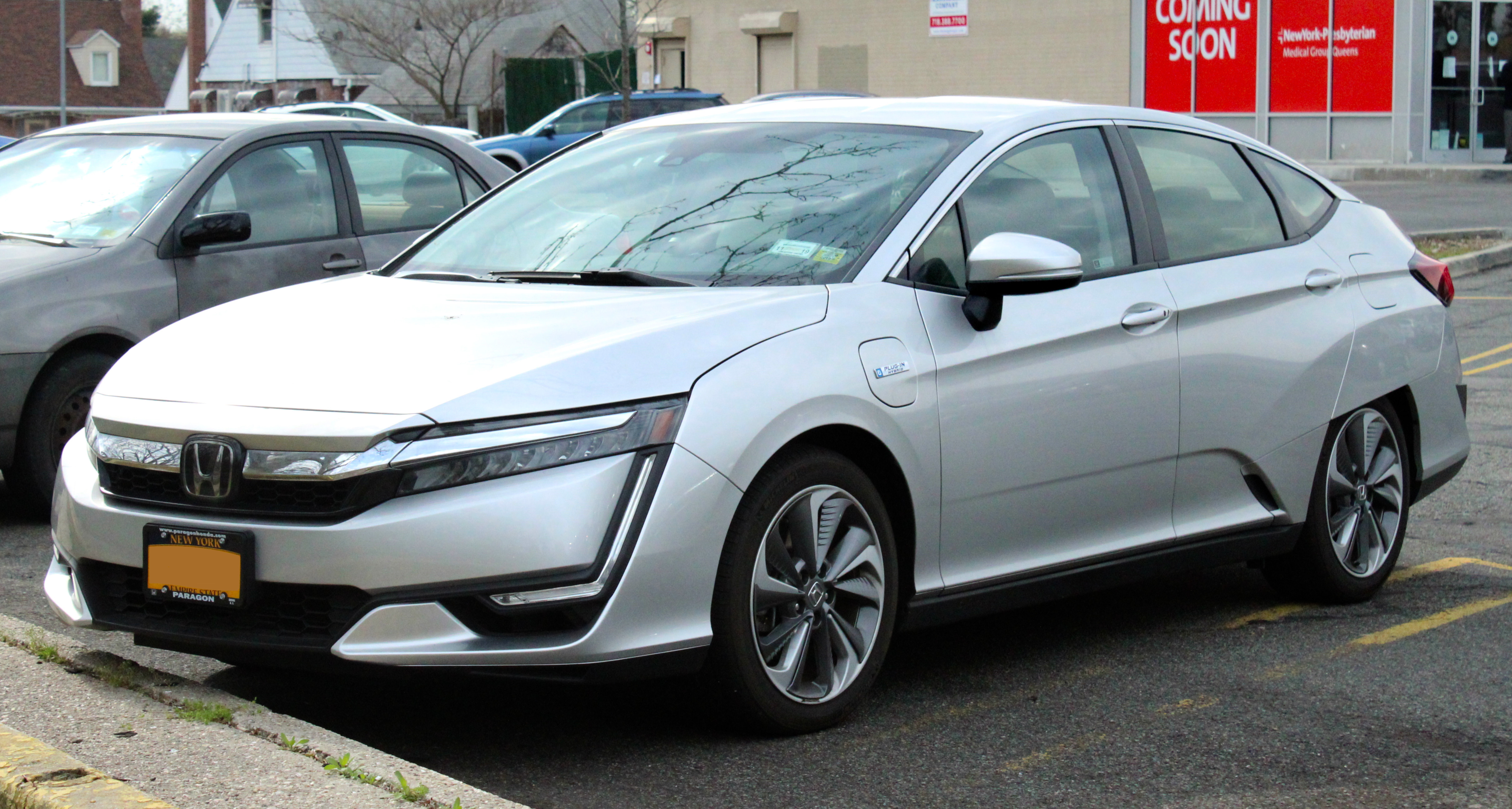
Honda Clarity PHEV

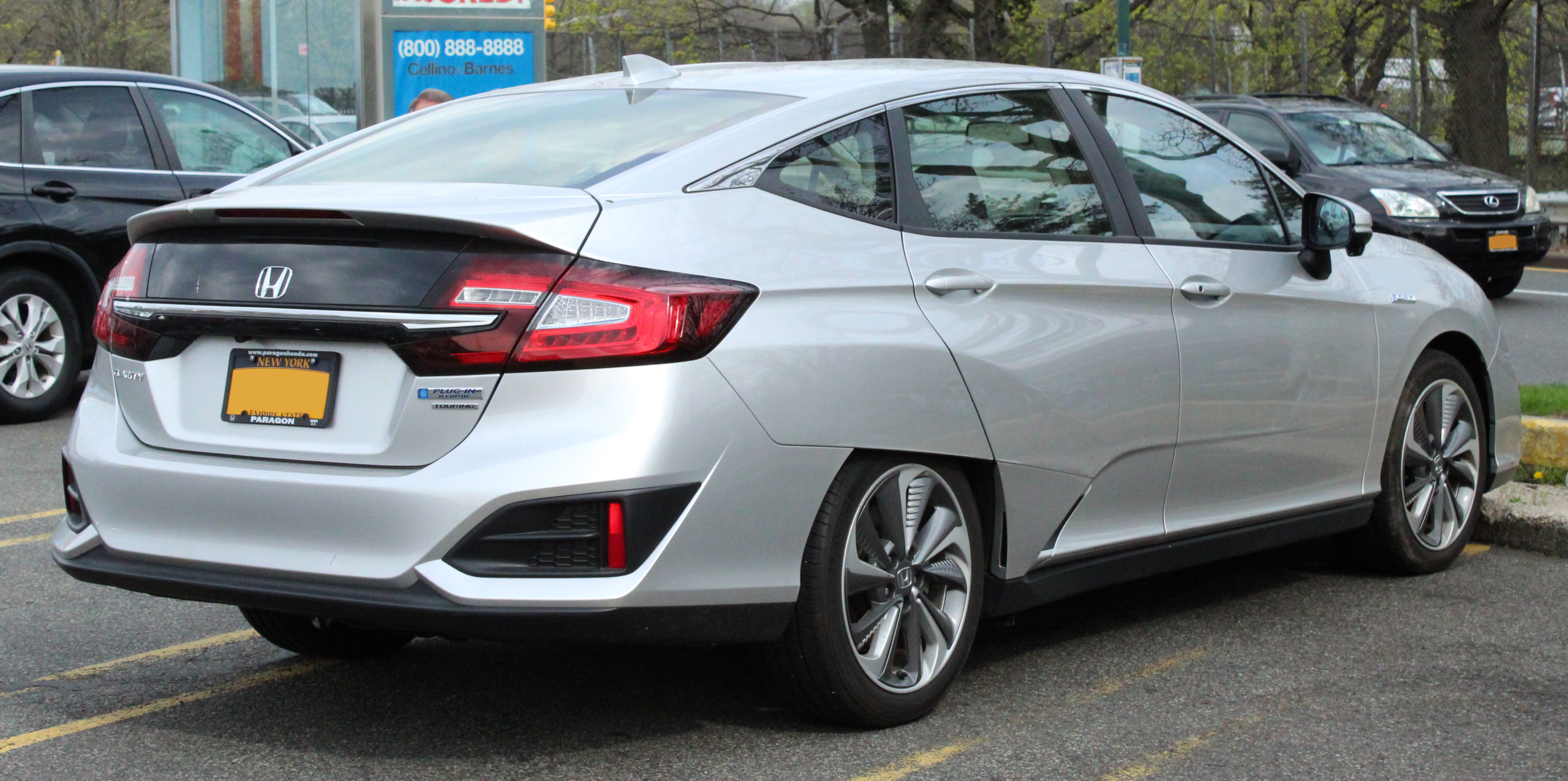
Honda Clarity PHEV

У квітні 2017 року на автосалоні в Нью-Йорку дебютувала гібридна модифікація Honda Clarity Plug-In Hybrid (PHEV).
Honda Clarity Plug-In Hybrid отримав 1,5 л 183-сильний бензиновий двигун внутрішнього згорання та 181-сильний електродвигун, що разом видають крутний момент в 314 Н·м. Бензиновий двигун працює в екологічному режимі по циклу Аткінсона. Електродвигун живиться від великого за мірками гібридних легковиків акумулятора місткістю 17 кВт·год. Від 240-вольтової розетки батарея заряджається за 2,5 години і дає седану Clarity Plug-in Hybrid змогу проїхати без запуску ДВС до 68 км. Загальний запас ходу гібридного автомобіля складає 531 км.
Водій гібрида може вибирати між трьома режимами руху («нормальний», «економічний» і «спортивний»).
Honda Clarity 2021 розганяється до перших 100 км/год за 7,7 секунди. Honda Clarity 2021 має панель приладів з такими функціями як 8-дюймовий сенсорний екран, Android Auto, Apple CarPlay, два USB-порти, Bluetooth, стереосистема з 8 динаміками, HD-радіо і супутникове радіо.

### Honda Clarity Electric
У квітні 2017 року на автосалоні в Нью-Йорку дебютував електромобіль Honda Clarity Electric (BEV).
У електромобіля Honda Clarity Electric електродвигун потужністю 163 к. с. (300 Н·м). Літієва батарея місткістю — 25,5 кВт·год. Зарядка порівняно швидка: трохи більше трьох годин від 240-вольтової мережі і 30 хвилин (на 80 %) від зарядної колонки постійного струму з роз'ємом SAE Combo. Як і в гібриді, тут є три налаштування силової установки: Normal, Econ і Sport.
Про пробіг електрокара на одній зарядці виробник не розповів нічого, однак, судячи з місткості тягового акумулятора, цей показник буде досить скромним, і складе близько 130—150 км в американському циклі EPA.
В оснащення Honda Clarity Electric входить широкий функціонал, включаючи інформаційно-розважальну систему Display Audio з підтримкою Android Auto і Apple CarPlay, а також пакет електронних асистентів HONDA SENSING і безліч систем безпеки.

### Безпека
У стандартну комплектацію моделі 2020 року входять системи контролю сліпих зон Honda LaneWatch, попередження при лобовому зіткненні, автоматичного екстреного гальмування, попередження про вихід зі смуги руху і допомоги в її утриманні, а також адаптивний круїз-контроль і камера заднього виду. Деякі з цих функцій є частиною пакета функцій безпеки Honda Sensing.

## Зняття з виробництва
Компанія Honda оголосила про суттєву реорганізацію та закриття заводу в японському місті Саяма. Крім іншого, це означає припинення виробництва седанів Clarity.